# Ochrona Powietrza i Problemy Odpadów
Ochrona Powietrza i Problemy Odpadów (początkowo „Ochrona Powietrza”) – polski kwartalnik (początkowo dwumiesięcznik) wydawany od 1967 roku poświęcony problemom inżynierii środowiska, np. metodom i urządzeniom do redukcji emisji zanieczyszczeń powietrza i ilości odpadów, metodom badań ilości zanieczyszczeń środowiska, procesom przemieszczania się i przemian zanieczyszczeń w atmosferze, ich wpływowi na organizmy żywe, metodom utylizacji odpadów lub problemom zarządzania środowiskowego.
Publikowane są oryginalne artykuły naukowo-techniczne, recenzje specjalistycznych książek, sprawozdania z konferencji naukowo-technicznych i zapowiedzi konferencji planowanych. Jest rejestrowane w BazTech (ogólnopolska baza danych o zawartości czasopism technicznych) oraz w Chemical Abstracts. Ministerstwo Nauki i Szkolnictwa Wyższego przyznało czasopismu 2 punkty.

## Redakcja
- Redaktor naczelny[5] – dr hab. Józef Pastuszka[6], prof. nzw. w Politechnice Śląskiej,

- Rada programowa[7] – dr hab.inż. Jolanta Biegańska, prof. dr hab. inż. Stanisław Hławiczka[8], dr inż. Elżbieta Jankowska, dr hab. inż. Katarzyna Juda-Rezler, prof. dr hab. Jan Konieczyński[9], dr hab. inż. Janusz Kotowicz, prof. dr hab. inż. Marian Mazur[10], prof. dr hab. inż. Jacek Namieśnik[11], prof. dr hab. Lucjan Pawłowski[12], prof. dr hab. inż. Zbigniew Popiołek[13], prof. dr hab. Czesława Rosik-Dulewska[14], prof. dr hab. inż. Jan D. Rutkowski[15], prof. dr hab.inż. Roman Zarzycki[16], prof.dr hab. inż. Jerzy Zwoździak[17].